# Lipovec (Blanskói járás)
Lipovec település Csehországban, a Blanskói járásban. Lipovec Rozstání, Holštejn, Kulířov, Krasová, Kotvrdovice, Ostrov u Macochy és Krásensko településekkel határos. Lakosainak száma 1212 fő (2024. január 1.).

## Népesség
A település lakosságának változását az alábbi diagram mutatja:
| Lakosok száma | 1183 | 1239 | 1325 | 1089 | 1058 | 1028 | 1146 | 1154 | 1190 | 1212 |
|               | 1869 | 1890 | 1921 | 1950 | 1980 | 2001 | 2017 | 2019 | 2022 | 2024 |